# Cnemidophorus ruthveni
Cnemidophorus ruthveni là một loài thằn lằn trong họ Teiidae. Loài này được Burt mô tả khoa học đầu tiên năm 1935.

## Hình ảnh

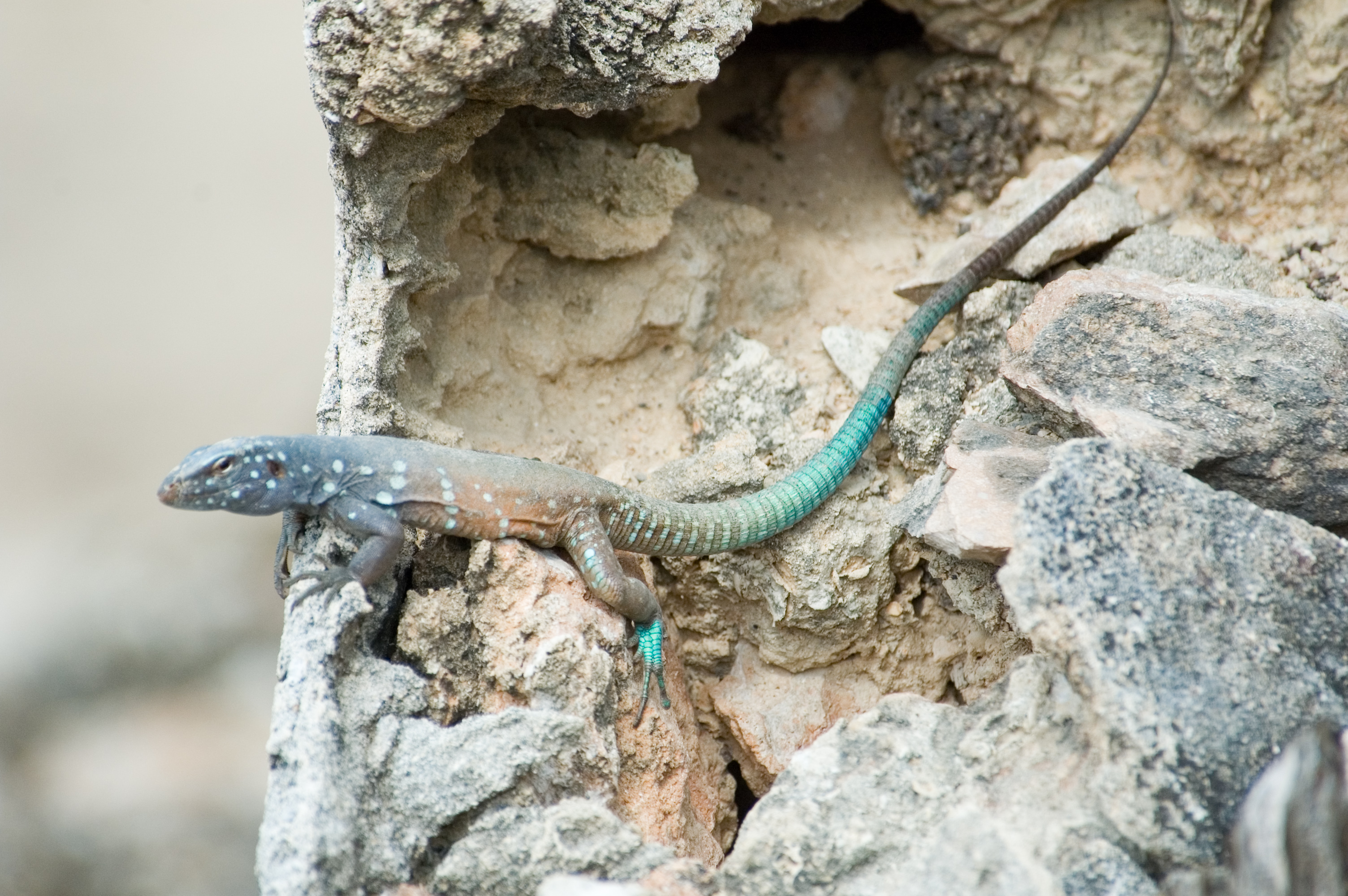
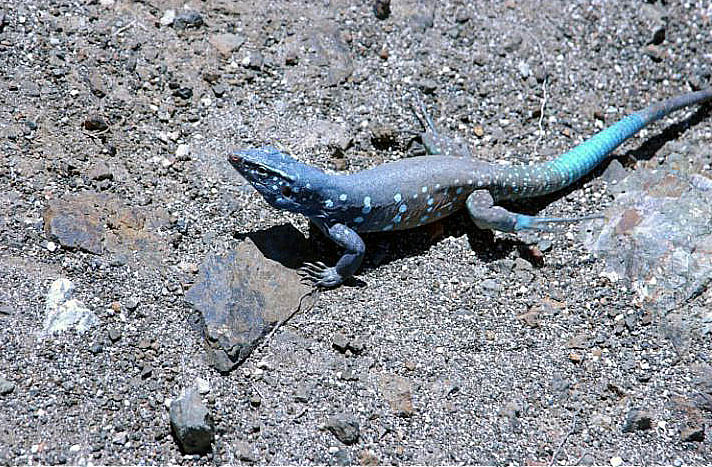